# اكرنان (آيت أحسن)
اكرنان هو دُوَّار يقع بجماعة آيت عادل، إقليم الحوز، جهة مراكش آسفي في المملكة المغربية. ينتمي الدوّار لمشيخة آيت أحسن التي تضم 11 دوار. يقدر عدد سكانه بـ 465 نسمة حسب الإحصاء الرسمي للسكان والسكنى لسنة 2004.

## روابط خارجية
- البوابة الوطنية للجماعات الترابية
- المندوبية السامية للتخطيط